# Саніонія гачкувата
Саніонія гачкувата (Sanionia uncinata) — вид мохів порядку гіпнобрієвих (Hypnales).

## Поширення
Ареал охоплює такі частини світу: Європа, Африка, Північна Америка, Південна Америка, Азія, Австралія, Нова Зеландія, Антарктида.
Населяє ліси, відкриті місця існування, скелі, колоди, пні, дерева, ґрунт, болота; від низьких до високих висот.

## Галерея

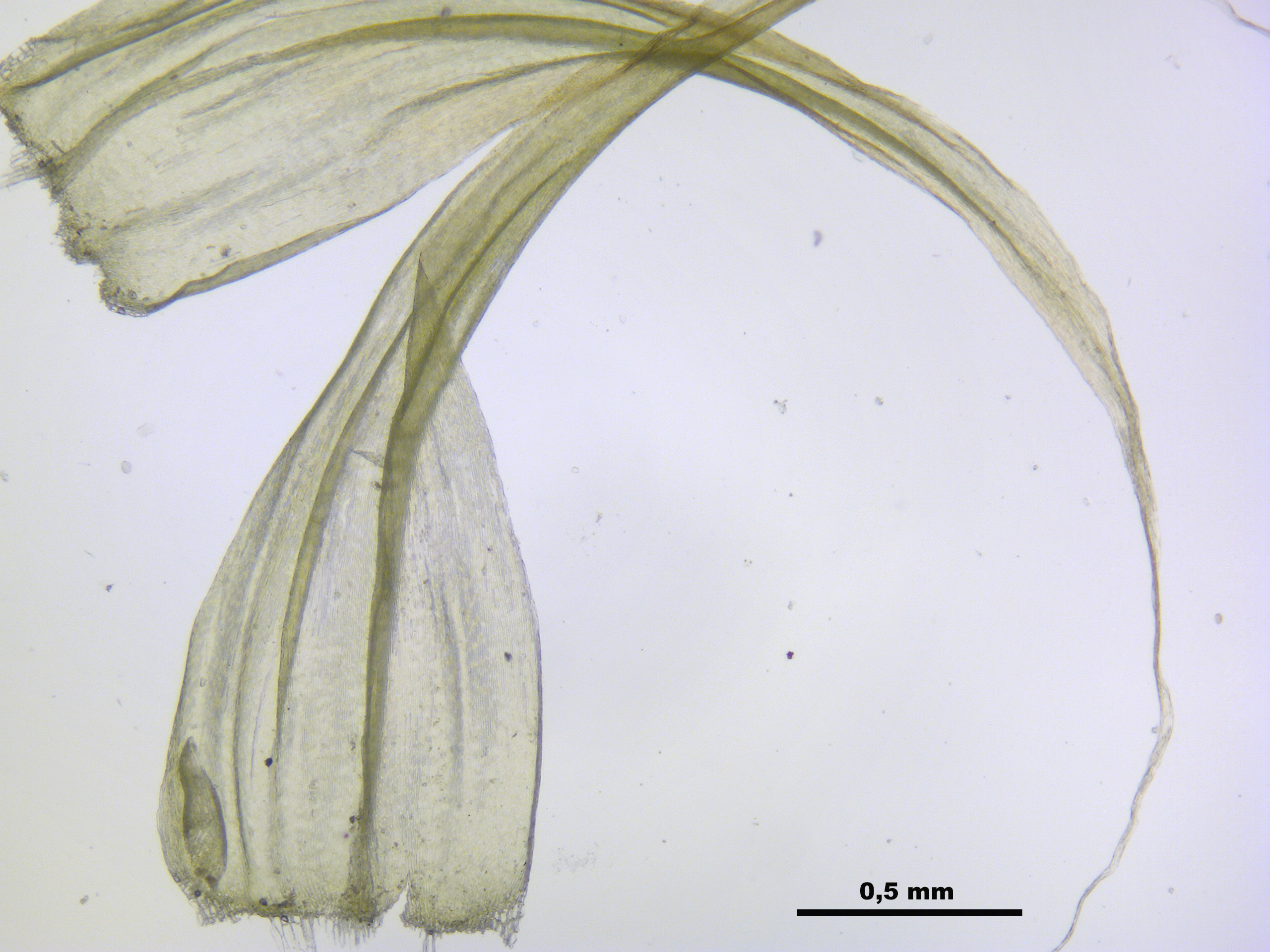
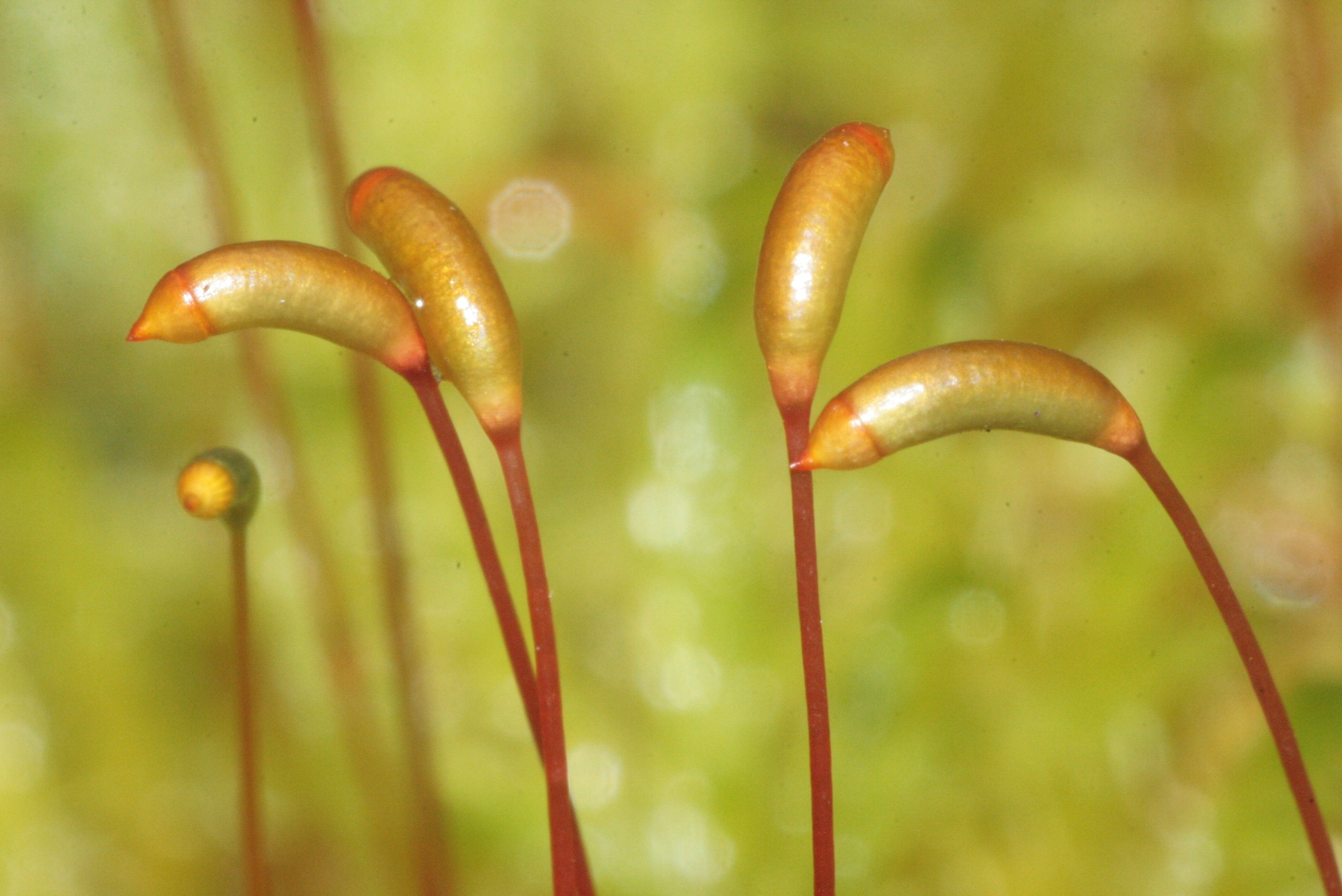

## Характеристика
Рослини дрібні та середні. Стебла ± перисті. Стеблові листки округлі, складчасті або сильно складчасті, рідко не складчасті, 0.4–1.1 мм; краї рівні або рідко частково загнуті дистально, зубчасті або тонко-зубчасті дистально; верхівка довго- або дуже довго-загострена.